# José Dutriz
José Dutriz (Santa Ana, 6 de julio de 1877 - San Salvador, 15 de agosto de 1946) fue un empresario salvadoreño y fundador de Tipografía La Unión y el  periódico La Prensa Gráfica.
Sus padres fueron el español José Dutriz Rodríguez, y la guatemalteca Pilar Reffsmann. Fue el cuarto hijo de la pareja. A los ocho meses de nacido murió su padre, por lo que la familia decidió trasladarse a San Salvador. Con el deseo de convertirse en un empresario, empezó a trabajar en Santa Ana como dependiente de una casa comercial. En esta ciudad fundó junto a su hermano Antonio la Sociedad Comercial Dutriz Hermanos, con la que inició las operaciones de la Tipografía La Unión en 1903. La empresa sacaría a circulación el semanario Ómnibus (1905) y La Caricatura (1909).
Para el año 1915, hizo realidad el proyecto de tener un periódico cuando el 10 de mayo inició las operaciones de La Prensa con la ayuda de su hermano Antonio, experto en los negocios. El año 1928 asumió la dirección de la empresa con el retiro de su hermano. Para 1934 dejó la dirección a Manuel Andino.
José Dutriz contrajo nupcias con Antonia Thomé en 1911, y el matrimonio procreó a José, Roberto, Mario, Alex y Rodolfo.  